# Toño Hernández
Toño Hernández, nome completo Antonio Martín Hernández Hernández (Las Palmas de Gran Canaria, 14 agosto 1962), è un allenatore di calcio ed ex calciatore spagnolo, di ruolo difensore.
È il secondo giocatore con più presenze nella storia del Tenerife.

## Carriera

### Giocatore
Nella stagione 1983-1984 l'allenatore del Tenerife José Ramón Fuertes lo fa esordire in prima squadra, in Segunda División. Nel corso della stagione Toño scende in campo tre volte, giocando 33 minuti.
Nella stagione 1984-1985, sotto la guida di Dragoljub Milošević, diventa titolare e colleziona 35 presenze e 6 gol. Nella stagione successiva gioca quattro partite e il Tenerife retrocede in Segunda División B.
Allenato da Martín Marrero, il Tenerife ritorna in Segunda División e dopo due stagioni ottiene la promozione in massima serie.
Nella sua prima stagione in Primera División Toño gioca 37 partite e segna 6 gol. Giocò con regolarità fino alla stagione 1992-1993, quando il Tenerife, allenato da Jorge Valdano, si qualificò per la prima volta alla Coppa UEFA.
Nella stagione 1993-1994, con l'arrivo del difensore Carlos Aguilera Martín, Toño Hernández perse il posto da titolare. In campionato giocò nove partite, in Coppa UEFA scese in campo due volte. Il Tenerife arriva agli ottavi di finale, dove viene eliminato dalla Juventus. Nella stagione 1994-1995, Toño gioca solo 20 minuti in campionato.
Nella stagione 1995-1996 gioca la sua unica stagione lontano dalle Canarie, vestendo la maglia del Granada in Segunda B.

### Allenatore
Dopo il ritiro ha allenato le giovanili del Tenerife.
Nella stagione 2002-2003 diventa il vice dell'allenatore della prima squadra David Amaral. Nella stagione successiva ricopre ancora l'incarico di vice-allenatore, questa volta sulla panchina dei Blanquiazules c'è il suo concittadino Martín Marrero. Nel 2004, con l'arrivo di José Antonio Barrios lascia il posto di vice allenatore a Quique Medina ma torna in panchina dopo una stagione, lavorando con Bernd Krauss. Nel 2007 sostituisce Casuco sulla panchina della squadra delle Isole Canarie nelle ultime due giornate della Segunda División 2006-2007. Successivamente lavora come assistente di José Luis Oltra.

## Palmarès

### Giocatore

#### Competizioni nazionali
- Segunda División B: 1

Tenerife: 1986-1987